# 光明圣母圣殿主教座堂
光明圣母圣殿主教座堂  又名莱昂主教座堂，是罗马天主教宗座圣殿、天主教莱昂总教区的主教座堂，位于墨西哥瓜纳华托州莱昂历史中心,该堂由耶稣会创建于1764年，1864年莱昂教区成立后，以该堂作为主教座堂。1866年祝圣。

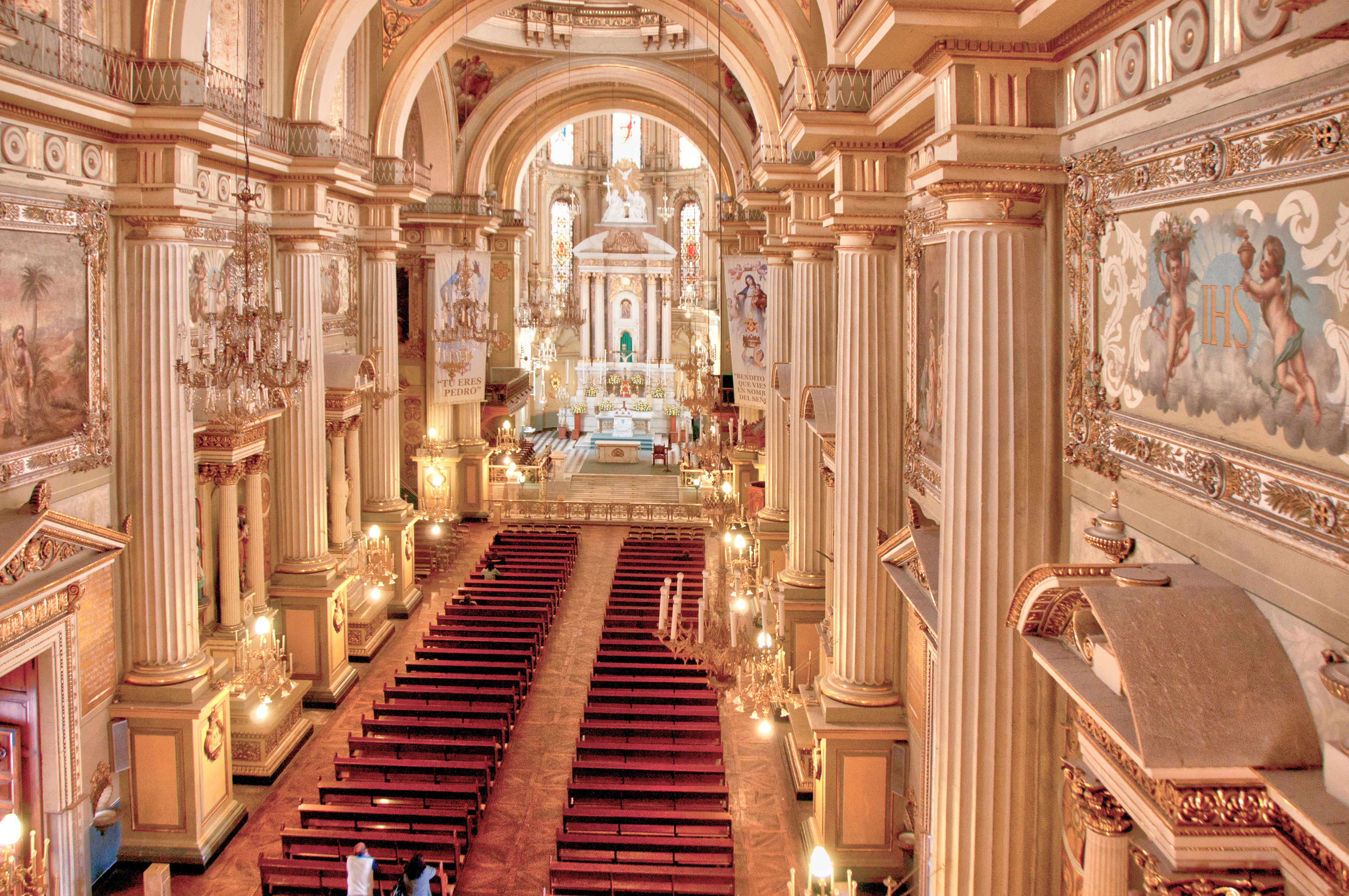